# Jacobsita
La jacobsita és un mineral de la classe dels òxids, que va rebre el seu nom l'any 1869 per Augustin Alexis Damour de la seva localitat tipus, la mina Jakobsberg, a Värmland (Suècia). Pertany al grup de l'espinel·la de minerals.

## Característiques
La jacobsita és un òxid múltiple de ferro (Fe3+) i manganès (Mn2+), que com la resta de minerals del grup de l'espinel·la són òxids de dos metalls que cristal·litzen en el sistema isomètric o cúbic. Forma una sèrie de solució sòlida amb la magnetita, en la qual la substitució gradual del manganès (Mn2+) per ferro (Fe2+) va donant els diferents minerals de la sèrie. A més dels elements de la seva fórmula, és molt comú que porti com a impuresa àtoms de zinc.
L'hàbit és de cristalls clarament octaèdrics tot i que rarament forma cristalls grans, normalment en hàbit granular massiu. Els cristalls poden tenir epitaxis amb el mineral hausmannita, és a dir, s'observen intercreixements de cristalls d'ambdós minerals.
Segons la classificació de Nickel-Strunz, la jacobsita pertany a «04.BB: Òxids amb proporció Metall:Oxigen = 3:4 i similars, amb només cations de mida mitjana» juntament amb els següents minerals: cromita, cocromita, coulsonita, cuprospinel·la, filipstadita, franklinita, gahnita, galaxita, hercynita, manganocromita, magnesiocoulsonita, magnesiocromita, magnesioferrita, magnetita, nicromita, qandilita, espinel·la, trevorita, ulvöspinel·la, vuorelainenita, zincocromita, hausmannita, hetaerolita, hidrohetaerolita, iwakiita, maghemita, titanomaghemita, tegengrenita i xieïta.

## Formació i jaciments
És un mineral que es pot formar com a primari o bé com a producte d'alteració secundari a partir de dipòsits d'altres minerals de manganès en alguns jaciments d'aquest sotmès a metamorfisme. Sol trobar-se associada a altres minerals com: hausmannita, galaxita, braunita, pirolusita, coronadita, hematites o magnetita.